# 2014 în Ucraina
2012 - 2013 - 2014 - 2015 - 2016
2013 (MMXIII) în Ucraina a însemnat o serie de noi evenimente notabile.

## Evenimente
Începând cu 21 noiembrie 2013 - prezent - Euromaidan.

### Februarie
- 22 februarie - Președintele Viktor Ianukovici părăsește capitala Kiev
- 23 februarie 2014 – prezent 
  - Criza din Crimeea
  - Oleksandr Turcinov devine președinte interimar al Ucrainei până la alegerile anticipate
  - Tulburările civile pro-ruse în sudul și estul țării
- 24 februarie  - Intervenția armată rusă în Ucraina din 2014

### Martie
- 16 martie - Referendumul din Crimeea, 2014. În urma referendumului, Crimeea s-a declarat independentă,  fiind anexată imediat după aceea de către Federația Rusă.

### Aprilie
- La 7 aprilie a fost declarată unilateral așa-zisa „Republica Populară Donețk” (rusă: Донецкая народная республика, Donetskaya narodnaya respublika).[1]
- La 8 aprilie s-a format așa-zisul "Guvern provizoriu al Republicii Donbas" la Donețk.[2][3]
- 13 aprilie - Un militar a murit, iar nouă au fost răniți[4]

### Mai
- 25 mai - sunt programate Alegeri prezidențiale în Ucraina, 2014

### Iulie
- 17 iulie - Zborul 17 al Malaysia Airlines (MH17/MAS17) de la Amsterdam (Olanda) la Kuala Lumpur (Malaezia) s-a prăbușit în apropiere de Hrabove. Guvernul ucrainean a sugerat că avionul a fost doborât la o altitudine de 10.000 de metri de către tiruri ale unui sistem de rachete antiaeriene Buk lansate de teroriști ai așa numitei Republici Populare Donețk
- 24 iulie: La Sloveansk a fost descoperită o groapă comună cu cadavrele unor persoane torturate și ucise de separatiștii (pro-)ruși[5][6]

### August
- 13 august: Onufrie Berezovski, mitropolit al Cernăuților și Bucovinei, a fost ales întâi-stătător al Bisericii Ortodoxe Ucrainene afiliate Patriarhiei Moscovei.

## Decese
- 20 februarie - Ihor Kostenko